# Superventas

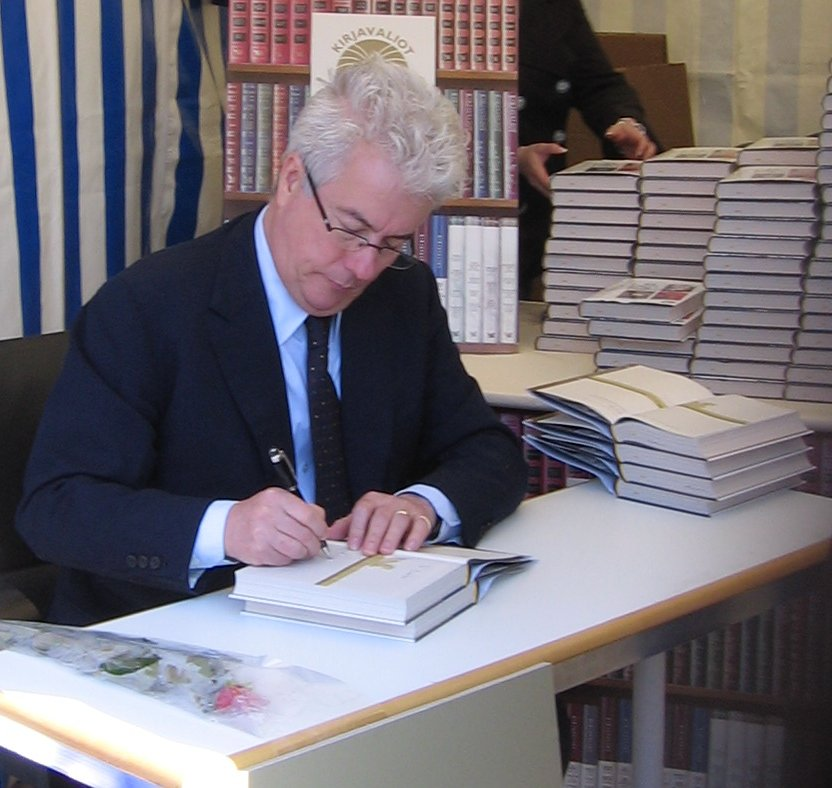
Ken Follet, autor del best-seller Los pilares de la Tierra, firmando ejemplares de sus obras

Se denomina superventas (en inglés: bestseller) a aquel libro, disco, sencillo o videojuego que, gracias a la gran aceptación que tiene entre el público, pasa a formar parte de las listas de «los más vendidos». La expresión también puede utilizarse para señalar el valor académico o artístico de la obra, o bien para destacar la fama que ha adquirido para el público general. Pese al uso que pueda hacerse del término, hay que destacar que el hecho de calificar a una obra como «superventas» implica solo eso: un gran nivel de venta y de difusión, y no necesariamente una gran calidad o rigor académico.

## Estrategia de mercadotecnia
Técnicamente, el vocablo bestseller o superventas no está asociado a un nivel de ventas específico (un número de ejemplares vendidos en un periodo determinado). Por esta razón, a menudo las casas editoriales lo utilizan libremente como estrategia de mercadotecnia a favor de ciertas obras, ya sea afirmando en su publicidad que se trata de un best seller o incluyendo un sello en la portada que lo identifica como tal. De todas formas, una buena parte de los superventas contemporáneos han llegado a serlo como consecuencia de una bien organizada promoción, dirigida por las industrias editoriales, en la que se han tomado en cuenta los gustos, las exigencias de consumo y las expectativas de un público de masas.

## Listas de superventas
Por tanto, las listas de superventas suelen funcionar, a nivel empresarial, como un indicador de rentabilidad para las editoriales y como un medio de publicidad, ya que dan a conocer el producto entre los potenciales compradores. Habitualmente, estos prestan atención a dichas listas porque les permiten encontrar con mayor rapidez y facilidad algunos libros que puedan interesarles. A esto hay que añadir el valor que pueda tener para los autores la inclusión de sus obras dentro de las listas de superventas, algo que se traduce en un aumento de prestigio y de beneficio económico.

## El superventas como novela comercial
A pesar del significado original de la palabra, el término superventas se utiliza para referirse a una novela comercial destinada al «gran público».

“Bestseller («mejor vendido») con la que en la década de los años veinte de este siglo comenzó a denominarse al libro que, en determinado periodo de tiempo, había conseguido una mayor venta y difusión nacional o internacional. Los sociólogos que investigan el hecho de la difusión de la cultura destacan la complejidad y relatividad de libro concreto. Puede haber razones lingüísticas (una obra en inglés tiene más difusión, por contar con un mercado más amplio de hablantes y conocedores de ese idioma), económicas y culturales: alto nivel de vida y alfabetización del público al que se dirige... Sin embargo, pueden contribuir especialmente a dicho éxito las condiciones del canal elegido para su transmisión y distribución. Así, con la llegada de la radio, el cine y la televisión, la propaganda, que antes se reducía a la prensa, amplia poderosamente sus medios de influencia en la masa, lo que ha motivado que obras como Tarzán, de Edgar Rice Burroughs o Love Story, de Erich Segal, hayan tenido una acogida insospechada. No obstante, puede haber razones no meramente propagandísticas, sino de raíz ideológica, ya sea religiosa, política o social, que explican el hecho de que, por ejemplo, la Biblia sea un bestseller permanente, o que, en su tiempo, lo hayan sido el Manifiesto del Partido Comunista, de Marx-Engels, Mein Kampf, de Adolf Hitler, El Libro Rojo de Mao. Por otra parte, los bestsellers han coincidido frecuentemente con obras representativas de la cultura popular o de masas, de escasa calidad estética, como ocurre con determinadas novelas policíacas del tipo de las de Agatha Christie, a las que se engloba bajo el rótulo de paraliteratura. No obstante, determinados libros de indudable valor artístico han logrado una inesperada acogida del público, como ha ocurrido con El nombre de la rosa, de U. Eco, o las Memorias de Adriano, de M. Yourcenar. De todas formas, una buena parte de los bestsellers contemporáneos ha llegado a serlo como consecuencia de una bien organizada promoción propagandística dirigida por las industrias editoriales que ha tenido en cuenta los gustos, exigencias de consumo y expectativas de un público de masas”.
Demetrio Estébanez Calderón, Diccionario de términos literarios